# Hanadi Jaradat

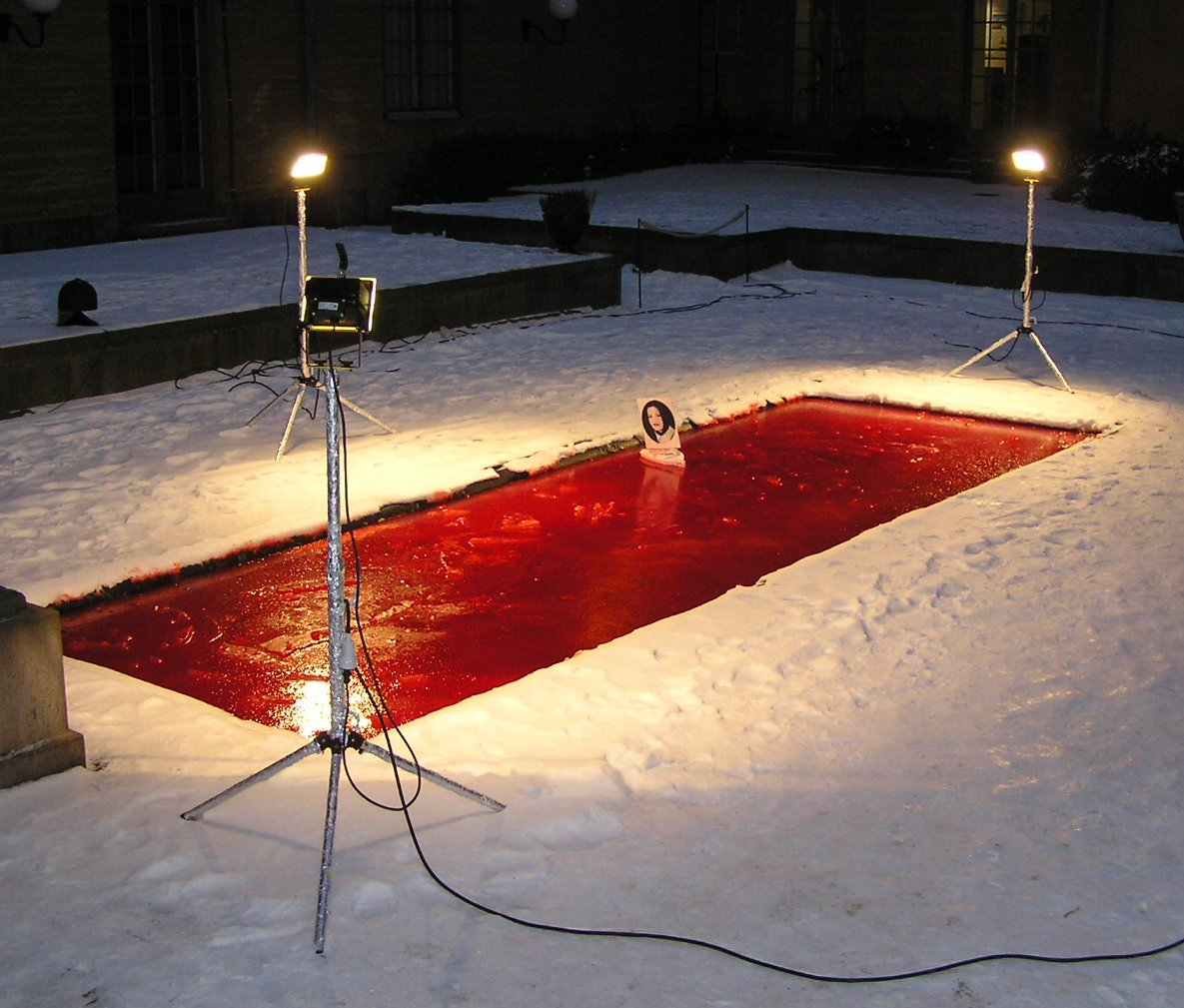
Hanadi Jaradat

Hanadi Tayseer Abdul Malek Jaradat (arabiska: هنادي تيسير عبدالمالك جرادات), född 22 september 1975, död 4 oktober 2003, var en palestinsk självmordsbombare från Jenin på Västbanken.
Den 4 oktober 2003 sprängde hon sig själv i en självmordsattack på restaurangen Maxim i Haifa, Israel. 21 personer dödades i attacken och 51 skadades. Bland de döda fanns fyra israeliska barn, varav ett spädbarn och tre araber. Restaurangen, som ligger vid strandpromenaden nära Haifas södra gräns, besöktes ofta av både den arabiska och judiska lokalbefolkningen och betraktades allmänt som en symbol för fredlig samexistens i Haifa. Dess interiör förstördes helt av attacken, och det tog sju månader att bygga om den.
Hon var den sjätte kvinnliga självmordsbombaren i Al-Aqsa-intifadan, och den andra kvinnan att rekryteras av den militanta terroristorganisationen Islamiska jihad.
Jaradat figurerar i den kända installationen Snövit och sanningens vansinne.